# Else Imme
Pour les articles homonymes, voir Imme.
Else Josefine Imme (née le 24 septembre 1885 à Berlin-Kreuzberg, mort le 5 août 1943 à Berlin-Plötzensee) est une résistante allemande au nazisme.

## Biographie
Else est la fille illégitime de la couturière Elisabeth Bertha Imme, elle naît dans son appartement au Oranienstraße 201. Sa mère épouse l'ouvrier Rudolf Paul Neugebauer en 1895. Imme apprend le métier de vendeuse. Elle est une demi-sœur maternelle de Martha Bernstein (de), qui émigre en Union soviétique dans les années 1930 et travaille dans l'administration du Komintern.
À partir de 1914, Else Imme est chef de rayon au grand magasin Wertheim de la Leipziger Straße à Berlin-Mitte.
Imme devient membre du DAF et du NSV en 1933. À partir de 1934, elle est en contact régulier avec sa sœur en Union soviétique. Elle n'était pas membre du KPD.
Imme participe à la résistance antifasciste en collectant de l'argent pour ses concitoyens persécutés par les nazis pour des raisons racistes. De plus, elle écoute régulièrement les émissions de Radio Moscou et partage ces informations.
À partir de 1938, elle met son appartement de la Belforter Straße 29 à disposition pour des réunions illégales du groupe de résistance autour de Harro Schulze-Boysen. Cet appartement est temporairement utilisé comme logement pour Erna Eifler (de) et Wilhelm Fellendorf (de), venus à Berlin de l'Union soviétique à l'été 1942.
Imme est arrêtée le 18 octobre 1942. Après un bref séjour à la prison de la Gestapo, le Prinz-Albrecht-Palais (de), elle est emmenée au siège de la police à Alexanderplatz et après le jugement du RKG du 30 janvier 1943, par lequel elle est condamnée à la peine maximale pour « avoir profité à l'ennemi », au couloir de la mort de la prison pour femmes de Barnimstraße. Le jugement, qui n'est pas définitif, est exécuté par la guillotine le 5 août 1943 à 19 h 30 à la prison de Plötzensee.

## Commémoration
En 1969, l'URSS lui accorde à titre posthume la médaille de 2e classe de l'Ordre de la Guerre patriotique.